# Sedraž
Sedraž – wieś w Słowenii, w gminie Laško. W 2018 roku liczyła 170 mieszkańców.